# Eugen von Tresckow
Pour les articles homonymes, voir Tresckow.
Heinrich Albrecht Ferdinand Eugen von Tresckow (né le 13 mai 1815 à Schmarfendorf, arrondissement de Königsberg-en-Nouvelle-Marche (de) et mort le 1er juillet 1875 à Francfort-sur-l'Oder) est un général de division prussien.

## Biographie

### Origine
Eugen est le fils du major et propriétaire terrien prussien Heinrich von Tresckow (de) (1784-1822) et de sa femme Louise, née von Barfus (1786-1822).

### Carrière militaire
Tresckow étudie aux maisons des cadets de Potsdam et de Berlin. Le 6 août 1832, il est affecté au 17e régiment d'infanterie de l'armée prussienne en tant que drapeau portepee. Avec son transfert au 2e régiment de dragons (pl), il change d'arme le 16 août 1832 et devient sous-lieutenant à la mi-février 1834. En 1842/44, il est commandé à l'escadron d'instruction, devient premier-lieutenant à la mi-novembre 1850 et est commandé en 1852 comme chef d'escadron à la base du 2e régiment de dragons de Landwehr. En cette qualité, Tresckow devient Rittmeister le 5 juillet 1853 et est nommé chef d'escadron dans son régiment d'origine le 3 juin 1856. Il est ensuite affecté au régiment de hussards du Corps de la Garde à partir du 31 janvier 1858. Le 14 juin 1859, il est promu au grade de major et muté comme officier d'état-major dans le 1er régiment d'uhlans. En cette même qualité, Tresckow retourne le 20 juin 1859 dans le régiment de hussards du Corps de la Garde, est agrégé au régiment le 25 juillet 1859 et incorporé le 12 mai 1860. Lors de la guerre contre le Danemark en 1864, il participe au siège de Fredericia et à la bataille de Sondeskogard et fut promu lieutenant-colonel le 25 juin 1864.
Après la guerre, Tresckow est d'abord chargé, le 18 avril 1865, de commander le 3e régiment d'uhlans (pl) et est nommé commandant du régiment le 3 avril 1866. Il dirige son régiment en 1866 pendant la guerre contre l'Autriche à Gitschin et Sadowa et reçoit pour son action l'ordre de la Couronne de 3e classe avec épées. Après la conclusion de la paix, Tresckow est muté le 30 octobre 1866 à Osnabrück en tant que commandant du 9e régiment de dragons et est promu colonel le 31 décembre 1866 par brevet du 30 octobre 1866. Le 20 juin 1869, il reçoit l'ordre de l'Aigle rouge de 3e classe avec ruban. Lors de la mobilisation à l'occasion de la guerre contre la France, Tresckow devient, le 18 juillet 1870, inspecteur des escadrons de réserve du 10e corps d'armée. Après la paix préliminaire de Versailles, il est nommé commandant de Minden (de) le 4 avril 1871, en tant que commandant à la suite du 9e régiment de dragons. Le 8 août 1871, il est mis à la retraite avec le caractère de major général. Il meurt le 1er juillet 1875 à Francfort-sur-l'Oder.
En 1847, son commandant de régiment écrit dans son bilan : « Un officier diligent, compétent, très utile pour tout service et d'un commandement extrêmement décent, est commandé au cadre enseignant en 1842 et y a été maintenu en 1843 pour le 2e cours, temps qu'il a mis à profit avec beaucoup de profit "

### Famille
Tresckow se marie le 12 octobre 1852 à Schmarfendorf avec Emilie von Tresckow (1833-1901), fille du Rittmeister Wilhelm von Tresckow. Le couple a plusieurs enfants :
- Hedwig (1856–1934) mariée en 1900 avec Konrad von Randow (1829–1903), major prussien
- Hugo (1858-1895), lieutenant prussien
- Günther (1859-1895), conseiller du gouvernement prussien
- Joachim (1861–1924), général de division prussien marié en 1894 avec Elisabeth von Sihler (1872–1946)
- Wilhelm (1864-1943), lieutenant-colonel[1] marié en 1900[1] ou 1901[2] avec Elfriede ("Frieda") von Poncet (1871-1950)
- Emilie (née en 1867)